# Darwinia neildiana
Darwinia neildiana är en myrtenväxtart som beskrevs av Ferdinand von Mueller. Darwinia neildiana ingår i släktet Darwinia och familjen myrtenväxter. Inga underarter finns listade i Catalogue of Life.